# Гріт Броєр
Гріт Броєр (нім. Grit Breuer; нар. 16 лютого 1972) — німецька спринтерка.
До возз'єднання Німеччини на міжнародних змаганнях представляла Східну Німеччину.

## Спортивні досягнення
Дворазова бронзова олімпійська призерка з естафетного бігу 4×400 метрів (1988 (бігла в попередньому забігу), 1996). Фіналістка (6-е місце) олімпійських змагань з бігу на 400 метрів на Іграх в Атланті (1996). Учасниця олімпійських змагань з естафетного бігу 4×400 метрів на Іграх в Афінах (2004), де німецький естафетний квартет за її участі не зміг потрапити до фіналу.
Чемпіонка світу з естафетного бігу 4×400 метрів (1997). Срібна призерка чемпіонатів світу з бігу на 400 метрів (1991) та естафетного бігу 4×400 метрів (2001). Бронзова призерка чемпіонатів світу з естафетного бігу 4×100 метрів (1991) та естафетного бігу 4×400 метрів (1991, 1999). Фіналістка (4-е місце) змагань з естафетного бігу 4×400 метрів на чемпіонаті світу в Парижі (2003). Фіналістка змагань з бігу на 400 метрів на чемпіонатах світу — 4-і місця у 1997 та 2001, а також 7-е місце у 1999.
Чемпіонка світу в приміщенні з бігу на 400 метрів (1999) та естафетного бігу 4×400 метрів (1991). Бронзова призерка чемпіонатів світу в приміщенні з бігу на 200 метрів (1991), 400 метрів (2003) та естафетного бігу 4×400 метрів (1997). Фіналістка чемпіонатів світу в приміщенні з бігу на 400 метрів (6-е місце у 1997) та естафетного бігу 4×400 метрів (4-е місце у 1999).
Переможниця Кубку світу з естафетного бігу 4×400 метрів (1998). Була 2-ю на Кубках світу з бігу на 400 метрів (1989, 1998) та естафетного бігу 4×400 метрів (1989).
Чемпіонка світу серед юніорів з бігу на 400 метрів та в естафетах 4×100 і 4×400 метрів (1988).
Чемпіонка Європи з бігу на 400 метрів (1990, 1998) та естафетного бігу 4×400 метрів (1990, 1998, 2002). Срібна призерка чемпіонату Європи з бігу на 400 метрів (2002).
Чемпіонка Європи в приміщенні з бігу на 400 метрів (1996, 1998).
Переможниця Кубків Європи з бігу на 400 метрів (1989, 1996, 1997, 2001) та естафетного бігу 4×400 метрів (1989, 1996, 2001). Була другою на Кубку Європи з бігу на 400 метрів та естафетного бігу 4×400 метрів (1991).
Чемпіонка НДР з бігу на 400 метрів (1989, 1990). Чемпіонка Німеччини з бігу на 200 метрів (1997) та 400 метрів (1996, 1997, 1999, 2000, 2001).
Чемпіонка НДР в приміщенні з бігу на 200 метрів (1989). Чемпіонка Німеччини в приміщенні з бігу на 200 метрів (1991, 1992, 1997) та 400 метрів (1996, 1997, 1998, 1999, 2002, 2003).
Рекордсменка світу в приміщенні з естафетного бігу 4×400 метрів — 3.27,22 (1991).
Рекордсменка світу серед юніорів з бігу на 400 метрів — 49,42 (1991).

## Визнання
- Легкоатлетка року в Німеччині (2001)
- Нагороджена Срібним лавровим листком (2003)

## Допінг
У 1992 була дискваліфікована на 2 роки внаслідок виявлення в її організмі забороненого препарату кленбутеролу.